# ورزشگاه سلیمانداراب رشت
ورزشگاه سلیمانداراب رشت ورزشگاه در حال احداث توسط شهرداری رشت در محله سلیمان داراب واقع در منطقه ۴ شهر رشت در نزدیکی مقبره و آرامگاه میرزا کوچک خان جنگلی است.
مجموعهٔ ورزشی سلیمانداراب در زمینی با مساحت ۱۳ هزار و ۷۰۰ متر مربع به ارزش ۶٫۵ میلیارد تومان در حال ساخت است که مساحت زمین فوتبال آن ۵۵۲۰ متر مربع و مساحت ساختمان‌های اداری و سالن بدنسازی آن ۸۳۰ متر مربع است. همچنین ۲۱ مغازه ۲۰ متری با مساحت مجموع ۴۲۰ متر مربع زیربنای تجاری و جایگاه تماشاگران آن ۸۰۰ نفر ظرفیت دارد.